# Sebastián de Ocampo
Sebastián de Ocampo (fl. 1460 - 1514 ) fue un navegante y explorador español. Parece ser que nació en Tuy (Provincia de Pontevedra) ubicada al Noroeste de España, en frontera con Portugal y costas en el Océano Atlántico. Según Bartolomé de las Casas, era un gallego del rango de hidalgo, que participó en el segundo viaje de Cristóbal Colón a las Indias, en 1493, quedándose en isla de La Española. Fue allí donde hizo amistad con Vasco Nuñez de Balboa.
Se cree que fue el primer navegante en circunnavegar la isla de Cuba en 1508.También es acreditado como el primer descubridor europeo del Golfo de México.
Bajo la autoridad de Nicolás de Ovando, gobernador de La Española , Ocampo navegó con dos barcos a lo largo de la costa del norte de la isla, por los canales de las islas Bahamas, dejando constancia de la existencia de los principales hitos geográficos de la costa (península de hicacos, puertos naturales de Matanzas y La Habana) Regresando por la costa del sur de Cuba tras girar alrededor del punto más occidental de la isla, Cabo San Antonio. El viaje duró ocho meses, ya que se realizó en contra de la corriente del Golfo. 
Los europeos ya habían frecuentado la isla de Cuba en el tiempo en que Ocampo emprendió su viaje, pero su circunnavegación confirmó que el territorio estaba de verdad rodeado por mar, y no era una península como se había especulado.
Ocampo volvió a La Española con la certeza de que Cuba era una isla, las noticias de la existencia de oro, la riqueza de la tierra y la bondad de sus habitantes, así como de la existencia de un gran volumen de agua a poniente. Los españoles no intentarían asentarse en Cuba hasta tres años después en 1511
Antes de esto, Colón ya había descubierto las Antillas, y varios mapas retrataron lo que intérpretes modernos han asumido como el golfo de México, así que la fecha y autoría de su descubrimiento no se puede concretar.
Sebastián de Ocampo regresó a Sevilla, ganándose la vida como comerciante con el mundo atlántico, falleciendo en 1514.
En 2005 la Junta de Galicia fletó un remolcador de salvamento para el Servicio de Guardacostas de Galicia, al que dio el nombre de Sebastián de Ocampo, en honor al marino.